# سویاپروتئین
سویاپروتئین (انگلیسی: Sojaprotein) شرکت کشاورزی صربستانی است، که در سال ۱۹۷۷ تأسیس شد.